# Енсісо
Енсісо (ісп. Enciso) — муніципалітет в Іспанії, у складі автономної спільноти Ла-Ріоха. Населення — 159 осіб (2009).
Муніципалітет розташований на відстані близько 230 км на північний схід від Мадрида, 37 км на південь від Логроньйо.
На території муніципалітету розташовані такі населені пункти: Енсісо, Гаррансо, Ла-Ескуркілья, Навальсас, Поялес, Лас-Руедас-де-Енсісо, Вальдевігас, Ель-Вільяр-де-Енсісо.

## Демографія
Динаміка населення (INE ):

## Галерея зображень

Розташування муніципалітету
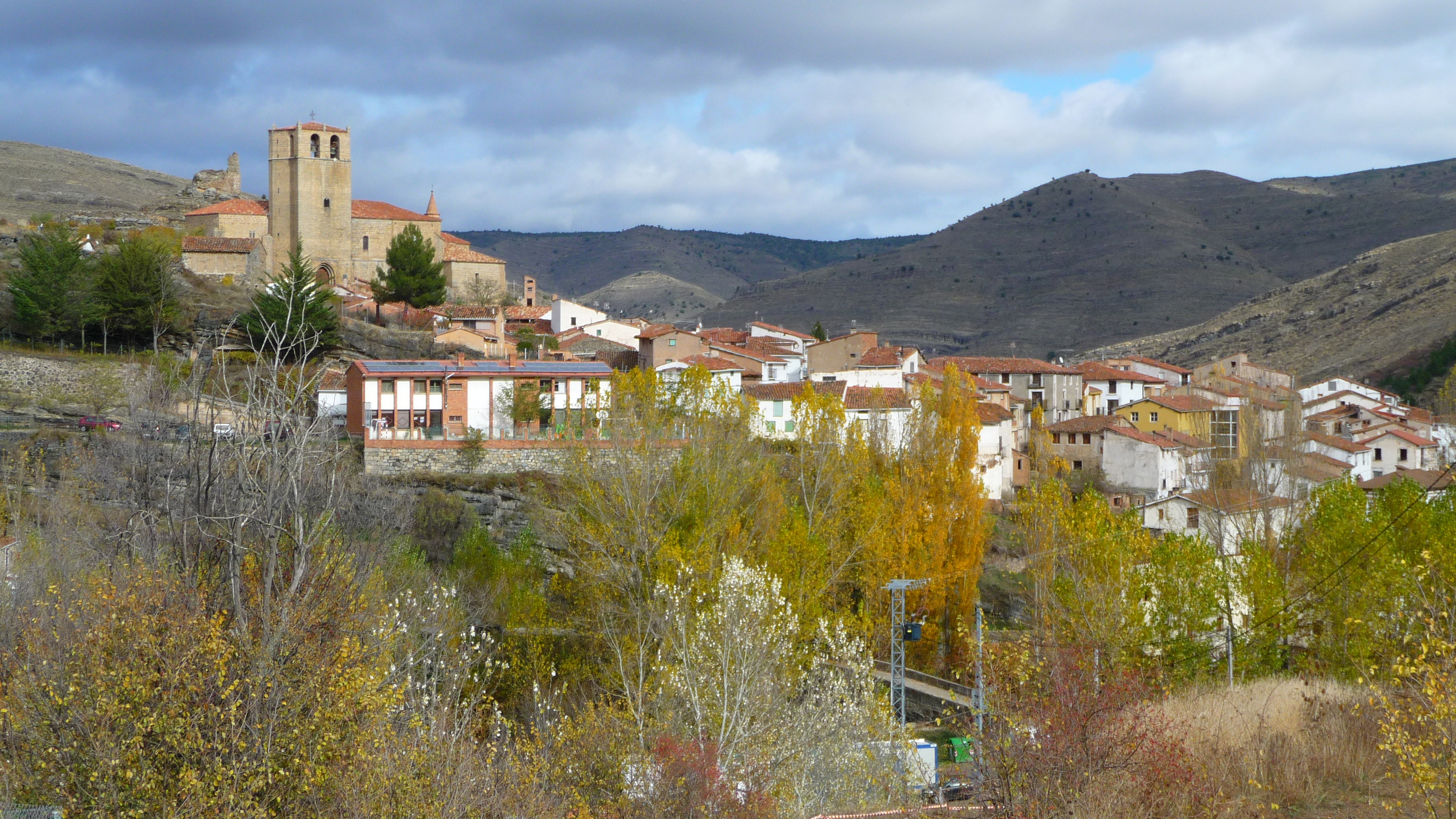
Енсісо